# Моура, Дэвид
Дэвид Моура (род. 24 августа 1987, Куяба) — бразильский дзюдоист, чемпион и призёр Панамериканских чемпионатов и Панамериканских игр, серебряный призёр чемпионата мира по дзюдо 2017 года.

## Карьера
Родился 24 августа 1987 года в городе Куяба (штат Мату-Гросу). В 2011 и 2013 годах становился бронзовым призёром летних Универсиад в Шэньчжэне и Казани в абсолютной весовой категории. Четырежды поднимался на пьедестал Панамериканских чемпионатов по дзюдо: становился бронзовым (Гуаякиль, 2014 год) и серебряным (2016 и 2019 годы) призёром чемпионатов, и победителем этого чемпионата (2015 год, Эдмонтон). В 2015 году стал победителем Панамериканских игр в Торонто, а в 2019 году — бронзовым призёром игр в Лиме. В 2017 году стал серебряным призёром чемпионата мира в Будапеште, уступив в финале Тедди Ринеру.